# AHCC
Az AHCC (Active Hexose Correlated Compound – magyarul kombinált aktív hexóz vegyület vagy aktív hexóz korrelációs vegyület) a siitake (Lentinellus edodes) gombából nyert kémiai anyag.
Az AHCC egy alfa-glükán étrend-kiegészítő, amit a siitake gomba micéliuma választ ki. A siitake a bazídiumos gombák családjába tartozik. Egy kutatási eredményeken alapuló jelentés szerint az AHCC immunstimuláló hatású, ami segíti a fertőzések leküzdését és a rákkezelést.
A kombinált aktív hexóz vegyületek immunterápiaként működnek, vagyis a szervezet saját immunrendszerét használják fel a betegség elleni harchoz. Humán és laboratóriumi kísérletek alapján az AHCC-k megnövelik a természetes gyilkos (NK) sejtek, a dendritikus sejtek és a citokinek számát és aktivitását, így a szervezet hatékonyabban reagál a fertőzésekre és gátolja a daganatok fejlődését. Az eredményt az amerikai Nőgyógyász Onkológusok Társaságának 45. éves konferenciáján tették közzé.
Az AHCC-t eleinte a magas vérnyomás csökkentésére használták, majd a Tokyo Egyetemen a kutatók rájöttek, hogy az AHCC megnöveli a természetes killer sejtaktivitást a rákos betegek esetében, sőt, felerősíti a killer T-sejtek, vagyis T-limfociták és citokinek (interferon, IL-12, TNF-alpha) hatását.
Egy 2013-ban publikált csoportos tanulmány beszámol róla, hogy az elsődleges májrákban szenvedők gyógyulásához hozzájárult az AHCC, miután a tumort eltávolították. Az AHCC immunológiai hatásait egy placebo kontrollos dupla-vak teszt (a teszt részleteit nem ismertetik az alanyokkal) részletezi. Az AHCC-kezelt csoport tagjainak járulékos dendritikus sejtállománya és a DC1 sejtállománya jóval magasabb lett a kiindulási állapothoz viszonyítva, valamint a DC2 sejtszáma és a vegyes leukocita reakció is jelentősen megnőtt a kontroll értékekhez képest. A citokin termelésben, a természetes killer sejtek aktivitásában és az immun funkciók paramétereiben nem volt szignifikáns különbség a két tesztcsoport között.

## AHCC
Az AHCC a siitake hibridizált micéliumából és egyéb rizskorpán erjesztett gombákból nyerik ki. Toshihiko Okamoto, a Tokyo Egyetem farmakológiai tagozatának professzora fejlesztette ki az Amino Up Chemical Co.-val közösen Szapporóban, Japánban. Az életvitelből adódó megbetegedések kezelésére fejlesztették: májbetegségekre és diabéteszre.
Az AHCC megfelel a nemzetközi minőségi és biztonsági sztenderdeknek, mint a HAXXP9000. Ez a rendszer a HACCP (Hazard Analysis Critical Control Point), a nemzetközi higiéniai és élelmiszeripari kontroll rendszer és az ISO9002 (International Organization for Standardization 9002) minőségbiztosítási rendszerek házasítása.
Legyen szó bármilyen anyagról, hogy felszívódjon, elég aprónak kell lennie ahhoz, hogy átjusson a gyomor és a bél traktus nyálkahártyáján. Ezért van az, hogy természetes állapotukban a gyógy-gombák anyagai kevéssé képesek felszívódni: biológiailag aktív alkotóelemeik, a poliszacharidok molekuláris tömege 200 000 Dalton – ez túlontúl nagy ahhoz, hogy könnyen átjusson a gasztrointesztinális traktus miniatűr résein. A Tokyo Egyetem tudósai megoldották a felszívódás problematikáját a molekuláris tömeg által okozott korlátok leküzdésével. Kifejlesztettek és szabadalmaztattak egy speciális fermentációs, vagyis erjesztési folyamatot, amelynek következtében lényegesen lecsökkent a poliszacharidok tömege csupán 5000 Daltonra. Ez drámaian megnövelte a felszívódást és a hatékonyságot.

## Gyártási folyamat
Az AHCC a bazídiumos gombák micéliumának termesztésével (gombafonál darabok) készül 45-60 nap alatt nagy tárolókban. Sok különböző fajta micéliumot tenyésztenek az elején, amelyek kolóniát képeznek (egy nagy micélium masszát). Amikor a tenyésztési folyamat befejeződik, a produktumot enzim reakció éri, sterilizálják, koncentrálják és fagyasztva szárítják.

## Kémiai összetevők
40%-át poliszacharidok teszik ki. Ezek között béta-glükánok és acetilált alfa-glükánok is szerepelnek. Az AHCC-ben unikálisan fellelhető acetilált alfa-glükán a gomba micélia termesztésekor keletkezik. A glükánok azok a poliszacharidok, amelyek immun-stimuláló hatással bírnak. Az acetilált alfa-glükán alacsony molekuláris tömege (5000 dalton körül) miatt könnyebben felszívódik a nagyobb molekuláris tömegű béta-glükánhoz képest.

## Az AHCC, mint kiegészítő alternatív gyógymód
Az AHCC-t Japánban és Kínában széles körben alkalmazzák Az AHCC-t a páciens immunrendszerének védelmére alkalmazzák kemoterápia vagy sugárkezelés mellett csak Japánban több mint 700 klinikán és kórházban. Recept nélkül hozzák forgalomba Japán és Kína szerte és ezen országokban sokan általános jó egészségük fenntartására vagy akut gyulladások leküzdésére szedik. Japánban, Kínában, Thaiföldön, Spanyolországban és az Egyesült Államokban is végeztek AHCC kutatásokat. Az eredmények azt mutatják, az AHCC számos betegség megelőzésére és kezelésére is megfelelő.
Japánban az AHCC a második legnépszerűbb kiegészítő és alternatív gyógymód a rákkezelésben. Az Agaricus blazei gomba a legnépszerűbb meghaladva az AHCC használatát.

## Az AHCC és a sejtek által közvetített immunitás
Az AHCC stimulálja a sejtek által közvetített immunitást az által, hogy aktiválja a fehérvérsejteket, főleg a természetes killer sejteket és a makrofágokat, amik direkt támadják meg az abnormális sejteket, a vírus által megtámadott sejteket vagy a külső vírusos és bakteriális kórokozókat, amelyek a szervezetbe jutnak.
Néhány kutatás alapján elmondható, hogy az AHCC alapvető mechanizmusa a következő: a dendrikus sejtek számát stimulálja, ezáltal aktiválja az immunitást. A dendrikus sejtek elkülönítik és elszállítják az antigéneket (a betegséget okozó fehérjéket) a limfomid, vagyis nyirokszervekbe, mint a lép és a nyirokmirigyek és beindítják a citokinek kiválasztását, hogy immunválaszt indukáljanak. A B és a T limfociták az immunitás mediátorai, de a dendrikus sejtek kontrollja alatt állnak. A vizsgálatok szerint az AHCC a dendrikus sejtek számát megnövelte a placebo szerrel kezelt tesztcsoportéhoz képest. A dendrikus sejtek aktivitása egyaránt megnövekedett. Ezek az eredmények arra engednek következtetni, hogy az AHCC növeli az immunkompetenciát. Az AHCC megvédi a csecsemőmirigyet, javítja az immunrendszer képességét, hogy felismerje a tumorokat és megerősíti a sejtek által közvetített immunitást.

## Az AHCC és a rákbetegség
Beszámolók szerint az AHCC hozzájárul a tumor redukálásához és a rákgyógyításhoz reishi gombával és kínai gyógynövényekkel kombinálva. A megfigyelések szerint ezek a hagyományos gyógymódok az immunrendszer serkentése által hatnak.
A Hepatológiai Magazinban (Journal of Hepatology) megjelent tanulmány szerint 113 operáción átesett májrákos utókezelése során AHCC-t kapott, míg 156 főből álló kontrollcsoport nem. Az eredmények szerint a rosszindulatú tumor kiújulása jelentősen alacsonyabb volt (34%, míg a kontrollcsoportnál 66%) és a betegek túlélési aránya jelentősen magasabb lett (80% a kontrollcsoport 52%-ával szemben). A hibahatár alacsony maradt, mivel az eredményeket figyelmesen rögzítették és a páciensek megfigyelése alapos volt. A műtétek során a tumorokról és elváltozásokról fényképes dokumentáció készült.

## Az AHCC és a rákos betegek
Az oszakai (Japán) Kansai Orvosi Egyetemen kezelt betegek, akik hasnyálmirigy- vagy epeúti rákban szenvedtek és gemictabinnal (kemoterápiai szer) kaptak AHCC-t összehasonlításra kerültek a kontroll csoporttal. Az AHCC tesztcsoport semmi különbséget nem mutatott a fehérvérsejtek és a vérlemezkék számát, valamint a májműködést tekintve, de a hemoglobin-szintben jelentős különbség keletkezett,
ami megakadályozza a vérszegénységet és a C-reaktív protein szintet, ezzel gyulladáscsökkentő választ indukál.
Egy másik tanulmány Kínában készült, melynek tanúsága szerint a rákbeteg alanyok életminősége javult. 100 beteget vizsgáltak, akiket különböző kemoterápiás és/vagy sugárkezeléseknek vetettek alá. A megfigyelések kitértek a mellékhatásokra és a páciensek hangulatára, közérzetére egyaránt. 16%-uk nem mutatott egyértelmű javulást.
Egy egereken végzett kísérletről a japán Rákkutatási Magazin (Journal of Cancer Research) számolt be, melynek során egy kemoterápiás szert, citarabint vetettek be az egerek szőrvesztésének mérséklésére. Azok az egerek, amelyek AHCC-t is kaptak, jelentősen kevesebb szőrt veszítettek el.

## Az AHCC és a vírusos fertőzések
Állatkísérletek szerint az AHCC segít megelőzni az influenzát és a Nyugat-nílusi vírust. Egy madárinfluenzáról készült tanulmány született a nyugat-kínai Állatorvosi Főiskolán, a Mezőgazdasági Egyetem berkein belül. A H5N1 vírussal orron át fertőztek meg két kísérleti egércsoportot. Az egyik csoportot AHCC-vel kezelték. A halálozási arányt a fertőzést követő 14 napon át jegyezték, és a túlélési arányt hasonlították össze a két csoporton. A kontrollcsoportban minden egér elpusztult a 11. nappal bezárólag, míg az AHCC-vel kezelt csoportban az egerek 20%-a még a 21. napon is életben volt. A kontrollcsoportban az egerek 50%-a a 8. napig elpusztult, míg az AHCC-vel kezelt csoportban csak a 11. napon következett be az egerek felének az elhullása. Az AHCC szignifikánsan megemelte a túlélési arányt és a 21. és 18. napon történő újrafertőződés után is 20-30% maradt a túlélési ráta.
A Hustonban található egyetem, a Texas Egészségügyi Tudományos Központ (University of Texas Health Science Center, UTHealth) klinikai kísérlete azt mutatja, hogy az AHCC effektív a humán papillomavírus (HPV) felszámolásában, amely betegség 99%-ban felel a méhnyakrák kialakulásáért. A klinikai teszt során tíz HPV fertőzött hölgy szedett AHCC-t naponta egy alkalommal fél éven keresztül. Ötük eredménye negatív lett fél év elteltével, hármuk esetében a HPV teljes egészében elmúlt az AHCC szedésének felhagyásával, két résztvevő folytatta az AHCC szedését a kísérletet ez által folytatva.
A humán papillomavírus (HPV) gyakran előforduló, rendkívül fertőző kórokozó, amely a bőrt és a test nyálkahártyáit, köztük a méhnyakat, a szájüreget és a garatot támadja. A nők több mint háromnegyede kapja el a vírust élete során, és a vírus egyes törzsei bizonyíthatóan méhnyakrák kialakulását okozzák. A Texasi Egyetem orvosi központjának kutatói azonban kimutatták, hogy a siitake gombából kivont AHCC vegyületek segíthetnek a HPV-vel összefüggő daganatok kialakulásának megelőzésében. Egérkísérletükben a kombinált aktív hexóz vegyületek 90 napon belül elpusztította a humán papillomavírust, és csökkentette a méhnyakrák növekedésének sebességét is. kutatást vezető Dr. Judith Smith szerint a kísérletek biztatók, és elképzelhető, hogy az AHCC végül helyettesíteni fogja a jelenlegi HPV elleni oltóanyagokat.

## AHCC és megelőzés
Az oxidatív stressz szöveti károsodást okozhat reaktív oxigénszármazékok létrehozásával és felgyorsíthatja az öregedési folyamatot. Egy a Dokkyo Orvostudományi Egyetemen (Dokkyo University School of Medicine) készült állatkísérlet azt mutatja, hogy az AHCC megóvta az egereket az oxidációs sérüléstől, amit erős oxidánssal, vas nitrilóval (Ferric nitrilotriacetate, FNT) hoztak létre. Ez a vegyszer rákot okozhat és károsíthat bizonyos belső szerveket, főleg a vesét és a májat. Az AHCC-s elő-kezelés védőhatást mutatott. A vizeletből kimutatható oxidatív stressz marker, a 8-OHdG jelentősen alacsony maradt. Ez a marker mutatja meg a DNS-t ért oxidatív stressz mértékét, jelzi a rák, az érelmeszesedés és a diabétesz rizikófaktorát, a kreatinin mennyiségét, a vese- és májkárosodás mértékét, a csecsemőmirigy apoptózis alacsony mértékét, ami az immunhiány mutatója. Ezek az eredmények magas szintű és széles körű oxidációs stressz elleni védelemről tanúskodnak. Az AHCC antioxidáns tulajdonságát egy másik tanulmány is vizsgálta, amely szerint az AHCC megóvta a tesztalanyokat a pajzsmirigy működésének és a tesztoszteron-termelésnek csökkenésétől, amelyhez a reaktív oxigénszármazékok számának növekedése vezetett volna. Ebben a tesztben is vas nitrióval kísérleteztek.
Az AHCC gyulladáscsökkentő hatású. Egy thaiföldi kutatásban májrákos betegek esetében C-reaktív proteint alkalmaztak a gyulladás szintjének meghatározására. Egyes gyulladások beindíthatják a rákosodást és a hepatitis is a májrák előfutára. A májrákosok aránya világszerte Thaiföldön a legmagasabb. A vizsgált 28 májrákos alany minden nap 3 gramm AHCC-t szedett. 6 hónap elteltével a májfunkciós tesztek normál májműködést mutattak. A C-reaktív protein szintje is normálisra csökkent, de az AHCC elhagyásával ismét megnőtt minden tesztalany esetében. A C-reaktív protein szintje megugrik hepatitisz és egyéb fertőzések, gyulladásos bélbetegség, hasnyálmirigy gyulladás és a rák néhány típusának esetében. Kapcsolatot mutattak ki a cirkuláló C-reaktív protein szint és a szívroham, valamint a sztrók között. Lehetséges, hogy az AHCC gyulladáscsökkentő hatása megoldja a kezeletlen gyulladásos folyamatok okozta zavarokat.
A 16. nemzetközi AHCC szimpóziumot Szapporóban, Japánban tartották 2008. július 26-27-én. A szimpózium házigazdája az AHCC Research Assotiation volt és több mint 300 orvost és kutatót láttak vendégül a világ számos pontjáról. A résztvevők AHCC-vel kapcsolatos kutatási eredményeiket prezentálták és vitatták meg. Idén a Harvard Orvosi Egyetem, a
Yale Orvostudományi Egyetem és az M.D. Anderson Rákcentrum is részt vett az eseményen. Masuo Hosokawa professzor a Hokkaido Egyetemről egy olyan tanulmányt részletezett, amely az AHCC-t kemoterápiás kezelések mellékhatását csökkentő aspektusában mutatta be. A másik vitaindító előadást Yasuo Kamiyama professzor tartotta a Kansai Orvosi Egyetemről, amely az AHCC-t, mint gyógyszeres kezelést kiegészítő terápiát vizsgálta operáció utáni rákbetegek esetében, és olyan páciensek esetében, akiknél további komplikációk léptek fel.
Az állatkísérletek azt mutatják, hogy az AHCC potenciális megelőzője lehet opportunista fertőzéseknek a krónikus betegek és kórházi kezelés alatt álló betegek esetében. Az opportunista fertőzések legyengült szervezetű páciensek esetében merülhetnek fel: immunhiányosoknál vagy krónikus betegségekben szenvedőknél. A meticillin-rezisztens Staphylococcus aureus baktérium egy közismert ilyen
példa, számtalan kórházban burjánzik. A Klebsiella pneumoniae is sok gondot okoz a kórházakban, főleg legyöngült betegek esetében. Ezen betegségek egyike sem reagál az antibiotikumokra. Az opportunista fertőzések az immunitás hiánya miatt léphetnek fel inkább. A Teiko Egyetemen végzett kutatások szerint az AHCC segít megelőzni az ilyen típusú fertőzéseket.
Készültek kutatások, amelyek a Candida albicans gombás fertőzést és a Staphylococcus aureus baktériumot vizsgálták. Ezek a fertőzések a bőrön jelentkeznek kis piros pörsenések, kelések formájában. Ezek gyorsan mély, fájdalmas tályogokká válhatnak, amelyek eltávolítása sebészeti beavatkozást igényel. Alkalmanként a baktérium olyan mélyre hatol a szervezetbe, hogy életveszélyes gyulladást okoz a csontokban, ízületekben, a vérkeringésben, a szívbillentyűkben és a tüdőben. Egy másik opportunista fertőzés, a Pseudomonas aeruginosa is a kutatás részét képezte, amely húgyúti fertőzést, tüdőgyulladást, krónikus tüdőbetegségeket, bőr, szív és ízületi gyulladásokat okozhat. Egereken kísérleteztek, amelyeket kemoterápiás szerekkel kezeltek, hogy csökkentsék az ellenállásukat és a fehérvérsejtek számát. Ezután nagy dózis Candida albicans-szal oltották be őket. 7 napon belül a teljes kontroll csoport elpusztult a fertőzésben. A csoport, amely az oltást követő 4 napon át AHCC-t is kapott szinte teljes mértékben életben maradt. Még a 28. napon is az egerek 80%-a élt.
Ugyanezt a modellt használták csökkent immunitású egereken, mivel a kemoterápiás szerek lecsökkentik a szervezet ellenálló-képességét és a fehérvérsejt számot, a kutatók az AHCC védőhatását vizsgálták a Pseudomonas aeruginosa fertőzés esetében. A kontroll csoport egerei 3 napon belül elpusztultak. Az AHCC-vel kezelt csoport esetében 8-ból 6 egér életben volt még a 14. napon is. A nagy mennyiségű AHCC-vel kezelt egerek élettartama szignifikánsan megnövekedett. Az AHCC-t injekcióval adták be az egereknek. A konklúzió, hogy az AHCC képes a csökkent immunitású pácienseket megvédeni a gombás és bakteriális felülfertőződésektől.

## Kritikai megjegyzések az AHCC-vel kapcsolatban
Az AHCC kutatások nagy részét részben vagy teljesen az Amino Up, az AHCC legnagyobb gyártója finanszírozta. Számtalan tesztet maga az Amino Up végzett el vagy a tesztelésben Amino Up alkalmazottak dolgoztak. Ez némiképp megkérdőjelezhetővé teszi a kísérleti eredmények objektivitását. A legtöbb kemoterápiás termék tesztjeit is a készítményeket gyártó vállalatok finanszírozzák.

## Fordítás
- Ez a szócikk részben vagy egészben  az   Active_hexose_correlated_compound című angol Wikipédia-szócikk ezen változatának fordításán alapul.  Az eredeti cikk szerkesztőit annak laptörténete sorolja fel. Ez a jelzés csupán a megfogalmazás eredetét és a szerzői jogokat jelzi, nem szolgál a cikkben szereplő információk forrásmegjelöléseként.